# Pjongdzsom állomás
Pjongdzsom (Byeongjeom) állomás a szöuli metró 1-es vonalának  állomása Kjonggi (Gyeonggi) tartomány Hvaszong (Hwaseong) városában. A megállóból megközelíthető a Junggollung (Yunggeolleung) királysírcsoport, mely a Világörökség része.

## Viszonylatok
| 1-es vonal                                      | 1-es vonal                                             | 1-es vonal                               |
| ----------------------------------------------- | ------------------------------------------------------ | ---------------------------------------- |
| Szerju (Seryu) Szojoszan (Soyosan) felé         | Kjongbu (Gyeongbu) szakasz személyvonat                | Szema (Sema) Sincshang (Sinchang) felé   |
| Szerju (Seryu) Szojoszan (Soyosan) felé         | Pjongdzsom (Byeongjeom) szakasz személyvonat           | Szodongthan (Seodongtan) végállomás felé |
| Szuvon (Suwon) Jongszan (Yongsan) és Szöul felé | Kjongbu (Gyeongbu) szakasz piros és zöld expresszvonat | Oszan (Osan) Cshonan (Cheonan) felé      |
| Korail                                          |                                                        |                                          |
| Szerju (Seryu) Szöul felé                       | Kjongbu (Gyeongbu) vonal                               | Szema (Sema) Puszan (Busan) felé         |